# Ян Булгак
Ян Булгак (*6 (18) жовтня 1876, Осташіно, Новогрудський повіт — 4 лютого 1950, Гіжицк) — білоруський і польський фотограф, який значну частину своїх робіт присвятив Новогрудську і Вільнюсі.
Брав участь у 174 міжнародних виставках. За фотографію «Радість життя», що вказує затінений кімнату, у яку проникають промені сонця, отримав нагороду на Міжнародному фотографічному салоні у Варшаві в 1937 році. Написав багато робіт по техніці та естетиці фотографії, а також по краєзнавчої фотографії.
Фотографії Яна Булгаки зберігаються в архівах і бібліотеках Вільнюса і Варшави. У фондах Національної бібліотеки Білорусі також зберігається невелика колекція робіт фотохудожника. У 1999 році вона вперше публічно експонувалася в мінській незалежної галереї візуальних мистецтв «Nova».

## Біографія
Закінчив класичну гімназію у Вільнюсі (1897), вступив на факультет філософії Ягеллонського університету в Кракові. Але брак коштів змусив через два роки залишити навчання. До 1912 жив у селі Пяресека Мінського повіту, де знаходився маєток, який він успадкував від матері. Фотографією зацікавився у 1905 випадково, коли його дружина отримала в подарунок фотоапарат. На долю Яна Булгака як фотографа вплинув художник Фердинанд Рущіц, з яким Ян Булгак познайомився в 1910. Зусиллями Ф. Рущіца Ян Булгак став вільнюським міському фотографом. Саме під впливом Рущіца відбулося перетворення фотографа-любителя у фотографа-професіонала. Перед тим як обійняти посаду міського фотографа, Ян Булгак пройшов практику в Німеччині у відомого дрезденського портретиста Хуго Ерфурта (нім:Hugo Erfurth), побував у різних художніх спільнотах, де познайомився з символістами і імпресіоністами Німеччини та Франції. У 1912 Ян Булгак заснував у Вільнюсі ательє фотографії з метою фотофіксації місцевих пам'яток архітектури. Переважна частина його творчості пов'язана з Вільнюсом і Віленщині, він також зафіксовував пам'ятники і пейзажі інших частин тодішньої Польщі. Більшість його колекції зроблена в 1912–1915, але навіть під час німецької окупації в 2-у світову війну Ян Буглак не переставав фотографувати. Серію своїх знімків він помістив у журналі «Вісник фотографії», з яким співпрацював у 1913–1914.
У будинку Яна Булгака на площі Ожешко зберігалася колекція з 10 тис. фотографій, з них близько 6 тис. — Вільнюса і Віленського краю. Колекція майже повністю згоріло в 1944. У 1919–1939 Ян Булгак керував фотографічної лабораторією при факультеті мистецтв Університету Стефана Баторія в Вільнюсі. Мав великий вплив на творчість віленських фотохудожників, які повністю перейняли погляди Яна Булгака на мистецтво. Це вплив зумовив розвиток фотографії як мистецтва на Віленщині та у всій Польщі.
Був обраний засновником Віленського та Польського фотоклубу та Польського фотографічного товариства. У 1944, після бомбардувань, Ян Булгак покинув Вільнюс. З 1945 переїхав з родиною до Варшави, де фотографував повоєнні руїни, а також пам'ятки на заході Польщі. Був одним із засновників Спілки польських фотохудожників, деякий час його першим президентом і головою кваліфікаційної комісії. У Варшаві, за допомогою директора Народного музею Станіслава Лоренца, відбулася перша післявоєнна виставка Яна Булгака під назвою «Варшава 1945 року в образах Яна Булгака».

## Творчість
Є. Булгак представник піктаральнай течії фотомистецтва, яка з'явилося в кінці 19 століття. Головна тема його робіт — ворота, провулки, дахи, природа і світ, якщо на фотографії з'являється силует людини, то він підпорядковується композиції, інтегрується з архітектурою. Критики і фотографи звертають увагу на те, що Вільнюс, сфотографований Яном Булгаков, нагадує розігріте сонцем південноєвропейське місто, немає в ньому життя, немає людей, магазинів, ресторанів, є гарна архітектура. Роботи Яна Булгака виділяє незвичайна художність, почуття пейзажу, явне захоплення майже театральною постановкою кадру, відчуття пропорції і простору, а насамперед вміння працювати зі світлом, створювати клімат фотографії. Вивчення світла дуже цікавило Яна Булгака. За фотографію «Радість життя», яка показувала затінений кімнату в який проникають промені сонця, Ян Булгак отримав нагороду на Міжнародному фотографічному салоні у Варшаві (1937).
Найбільш відомі фотографії Булгака, зроблені в Білорусі, характеризуються яскраво визначеною етнографічної спрямованістю: білоруські народні типи, пейзажі, села, господарські будівлі білоруських селян. Фотографії Яна Булгака зберігаються в архівах і бібліотеках Вільнюса і Варшави. У фондах Національної бібліотеки Білорусі також зберігається невелика колекція робіт фотохудожника. У 1999 зібрання вперше публічно експонувалося в мінській незалежної галереї візуальних мистецтв «Nova».
Автор книг «Моя земля» (1919), «Естетика світла» (1936), «Двадцять шість років з Рущіц» (1939). Відомий Ян Булгак не тільки як майстри краєзнавчої фотографії, але і як педагог, бібліограф, фольклорист, історик мистецтв, перший білоруський історик фотографії. Автор десятків статей про білоруський фольклор і краєзнавство («Екскурсії на Світязь», 1910; «Великодні пісні на Мінщині (Волочобнікі)», 1911 та ін.), Робіт про художника Ф. Рущіца, досліджень і підручників з естетики та техніці фотографії. Йому належить спеціальна робота «Про перших віленських фотографів XIX століття» (1939) і книга спогадів «Край дитинства» (1942), в якій відображено життя Новогрудчіни кінця 19 — початку 20 ст.
Віленський дворик
Учасник 174 міжнародних виставок.
Фототека і колекція його знімків (близько 10 тис.) згоріла в 1944 . Багато його фото зберігаються в архівах і бібліотеках Вільнюса і Варшави, невелика частина — в Мінську.
У 2012 році в польський Національний музей у Варшаві потрапив альбом невідомих раніше фото Яна Булгака. Альбом датований 1924 роком і включає 44 зйомки. Кожен підписаний Яном Булгаков, що тоді працював у Вільнюсі, і має коротке пояснення. Фотографії складаються в репортаж про життя в Віленської слідчої військовій в'язниці. Ув'язнені й охоронці зняті під час щоденних занять.

## Твори
- Fotografika. Zarys fotografii artystycznej (1931);
- Technika bromowa (1933);
- Bromografika (1934);
- Narocz największe jezioro w Polsce: z 38 ilustracjami autora (1935).